# There’s Always Vanilla
There’s Always Vanilla – amerykański dramat filmowy z 1972 roku w reżyserii George’a A. Romero.

## Obsada
- Raymond Laine – Chris Bradley
- Judith Ridley – Lynn Harris
- Johanna Lawrence – Terri Teriffic
- Richard Ricci – Michael Dorian
- Ron Jaye – Fox
- Roger McGovern – Mr. Bradley